# Ороско, Хавьер
Хавьер Антонио Ороско Пеньюэльяс (исп. Javier Antonio Orozco Peñuelas; 16 ноября 1987, Лос-Мочис, Мексика) — мексиканский футболист, нападающий клуба «Тампико Мадеро». Выступал в сборной Мексики. Младший брат футболиста Луиса Ороско.

## Клубная карьера
Ороско — выпускник футбольной академии клуба «Крус Асуль». 17 сентября 2005 года в матче против «УАНЛ Тигрес» он дебютировал в мексиканской Примере. В 2008 году Хавьер помог команде дойти до финала Кубка чемпионов КОНКАКАФ, а также стал лучшим бомбардиром турнира, забив 7 мячей. В этом же году он занял второе место «Крус Асуль» в чемпионате, через год Ороско повторил данное достижение. В сезоне 2010/2011 года Хавьер вновь вывел клуб в финал Кубка чемпионов КОНАКАКАФ, как в первый раз он стал лучшим снайпером соревнования, на этот раз отметившись 11 мячами. Особенно ярко себя он проявил себя в поединке против команды MLS «Реал Солт-Лейк», в ворота которого Хавьер отправил 4 мяча. В Клаусуре 2013 года Ороско завоевал свой первый трофей — Кубок Мексики.
Летом 2013 года Хавьер перешёл в «Сантос Лагуна». 27 июля в матче против своей бывшей команды он дебютировал за новую клуб. 11 августа в поединке против «Толуки» Ороско забил свой первый гол. 2 февраля 2014 года в матче против «Толуки» Хавьер получил травму. В момент, когда он проталкивал мяч в ворота, один защитников гостей налетел на него и Ороско врезался головой в штангу ворот.
28 мая 2015 года Ороско сделал «покер» в первом матче финала Клаусуры 2015 в ворота «Керетаро». Это достижение определило итоговый результат по сумме двух встреч в пользу «Сантос Лагуны». Летом 2016 года Хавьер перешёл в аренду в клуб «Чьяпас». 17 июля в матче против столичной «Америке» он дебютировал за новую команду. 25 сентября в поединке против «Некаксы» Ороско забил свой первый гол за «Чьпас». В начале 2017 года Ороско был отдан в аренду в «Веракрус». 7 января в матче против «Керетаро» он дебютировал за новый клуб.
Летом 2017 года Ороско перешёл в «Тампико Мадеро». 23 июля в матче против «Атлетико Сакатепек» он дебютировал за новую команду. 6 августа в поединке против «Атлетико Сан-Луис» Хавьер забил свой первый гол за «Тампико Мадеро».

## Международная карьера
5 сентября 2010 года в матче товарищеском матче против сборной Эквадора Ороско дебютировал за сборную Мексики, выйдя на замену вместо Карлоса Вела. В 2013 году Хавьер принял участие в Золотой кубок КОНКАКАФ. На турнире он сыграл в поединках против сборных Канады, Мартиники, Тринидада и Тобаго и Панамы.
В 2015 году стал обладателем Золотого кубка КОНКАКАФ. На турнире он сыграл в матчах против сборных Гватемалы, Панамы и Ямайки.

## Достижения
Командные
 «Крус Асуль»
- Обладатель Кубка Мексики: Клаусура 2013

 «Сантос Лагуна»
- Чемпион Мексики: Клаусура 2015

Международные
 Мексика
- Победитель Золотого кубка КОНКАКАФ: 2015

Индивидуальные
- Лучший бомбардир Кубка чемпионов КОНКАКАФ (2): 2008/09, 2010/11